# 1. Rödelheimer FC 02
Maillots
Le 1. Rödelheimer FC 02 est un club allemand de football localisé dans le district de Rödelheim à Francfort/Main, dans la Hesse.

## Histoire
Le 1. Rödelheim FC fut fondé le 12 avril 1902 à douze passionnés de football, réunis au café local Zum Taunus. Le club changea plusieurs fois de noms puis retrouva sa appellation initiale lorsqu’il fut reconstitué après la Seconde Guerre mondiale.
Le club resta confiné dans les séries régionales inférieurs et vécut dans l’ombre de ses grands voisins, principalement l’Eintracht Frankfurt et dans une moindre mesure le FSV Frankfurt.
Le cercle joua dans la Kreisliga Nordmain en 1921-1922.
Le club atteignit une première fois une série élevée en évoluant dans la Gauliga Hessen-Nassau lors de la saison 1944-1945.
Après la Seconde Guerre mondiale, le club fut dissous par les Alliés, comme tous les clubs été associations allemands. Il fut rapidement reconstitué, sous le nom de 1. Rödelheimer FC 02 et remporta le titre de la Landesliga Hessen en 1947 et 1948.
Il accéda à l’Oberliga Süd (équivalent D1), pour la saison 1948-1949. Il termina dernier et fut relégué. Le club subit sa plus grosse défaite contre les Kickers Offenbach (0-10), futur champion. Le meilleur moment du cercle, cette saison-là, fut une brillante victoire (4-1), devant 8 000 personnes, contre le 1. FC Nürnberg, alors tenant du titre. Tous les buts du 1. Rödelheimer FC 02 furent inscrits par Hubert Schieth. Un autre élément de cette équipe était Alfred Pfaff qui fut transféré plus tard à l’Eintracht Frankfurt et qui participa à la victoire allemande lors de la Coupe du monde 1954.
Le club recula dans la hiérarchie et après 1963, il n’évolua plus dans aucune des ligues des quatre premiers niveaux de la hiérarchie du football allemand.

## Palmarès
- Champion de la Landesliga Hessen: 1947, 1948.